# Akropolisz

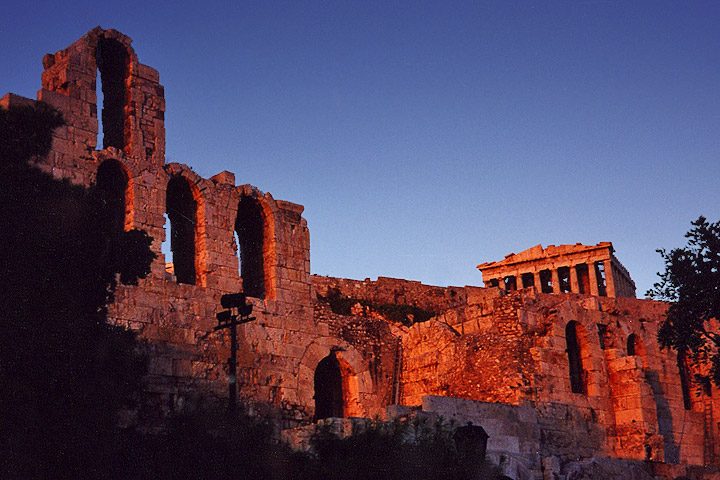
Az athéni akropolisz

Az akropolisz (görögül: felsőváros) az ókori görög városállamok általában magaslaton, hegytetőn épült fellegvára volt. Itt állt a királyi palota és a város védőistenének temploma, ezért idővel a városállam vallási központja lett. Leghíresebb az athéni akropolisz.